# 丁瑟爾穹
丁瑟爾穹（英語：Dingsør Dome）是南極洲的穹丘，位於麥克羅伯特森地，處於威廉斯角以東20公里，在1931年2月由澳大利亞探險家率領的探險隊發現，現時由南極條約體系管理。